# Levande mål
Levande mål (engelska: Targets) är en amerikansk långfilm från 1968 i regi av Peter Bogdanovich, med Tim O'Kelly, Boris Karloff, Arthur Peterson och Monte Landis i rollerna. 
Filmen spelades in i april 1967 och är en thriller om en ung vietnamveteran som tappar greppet och börjar beskjuta sin omgivning. Handlingen var inspirerad av Charles Whitmans vansinnesdåd 1966. Levande mål blev ingen stor framgång, men Bogdanovich uppmärksammades av Bob Rafelson och Bert Schneider som lät honom göra sin genombrottsfilm, Den sista föreställningen.

## Rollista
| Tim O'Kelly       | – Bobby Thompson |
| Boris Karloff     | – Byron Orlok    |
| Arthur Peterson   | – Ed Loughlin    |
| Monte Landis      | – Marshall Smith |
| Nancy Hsueh       | – Jenny          |
| Peter Bogdanovich | – Sammy Michaels |